# باسل الحضيف
باسل عبد الرحمن الحضيف مواليد 8 يونيو 2001، هو لاعب كرة قدم سعودي يلعب حالياً لنادي جدة كمدافع.

## مسيرة اللاعب
بدأ في الاتحاد و شارك في برنامج الابتعاث السعودي لكرة القدم و أعير إلى دينامو زغرب ب مطلع عام 2022 إلى نهاية الموسم. و أعير بعدها إلى نادي البكيرية ونادي جدة وانتقل نهائياً إلى نادي جدة في عام 2024.